# Вулька (Плоцький повіт)
Вулька (пол. Wólka) — село в Польщі, у гміні Радзаново Плоцького повіту Мазовецького воєводства.
Населення — 112 осіб (2011).
У 1975-1998 роках село належало до Плоцького воєводства.

## Демографія
Демографічна структура станом на 31 березня 2011 року:
|          | Загалом | Допрацездатний вік | Працездатний вік | Постпрацездатний вік |
| -------- | ------- | ------------------ | ---------------- | -------------------- |
| Чоловіки | 58      | 13                 | 33               | 12                   |
| Жінки    | 54      | 11                 | 27               | 16                   |
| Разом    | 112     | 24                 | 60               | 28                   |